# 才

## 概要
才（さい）は、尺貫法の体積の基本単位である。
船の積み荷や石材を量る場合には、一辺1尺の立方体の体積（1立方尺）を指す。立方尺は、升と並んで尺貫法における体積の基本単位であった。尺は10/33メートルであるから、才 ＝ 立方尺は、約0.027 826 474 立方メートル = 27.826 474 リットルである。この場合、才の10倍（10立方尺）を石（こく）という。1石は、約0.278 264 74 立方メートル = 278.264 74 リットルである。
分野によっては、切（さい）とも書かれる。

## その他の「才」
木材、特に貴重材の体積（材積）については、一寸角で長さ1間（地方によっては2間）の体積を指す。1間を6尺とした場合、約0.001 669 588 m3である。
勺の10分の1の体積（1升の1000分の1）も才という。1才は10弗（ふつ）である。この場合の1才は1.803 907 ミリリットルとなり、別名として抄がある。
また、陸上物流において、荷物のサイズから換算される容積質量 (volume weight) としての才もある。輸送機関はほとんどの場合、積み込める質量、容積に制限がある。容積に対して質量が軽い場合、質量以前に容積の制約により運べる量が決まってしまう。一方、タリフ（運賃料金表）は質量で設定しているため、そのような貨物については容積を想定質量に換算して、料金表に照らし合わせることになる。運送料金は、実際の質量と容積質量を比較して、どちらか大きい方を請求可能な質量 (chargeable weight) として適用する。換算は、1才 = 8kg とし、1 m3 = 35才 = 280 kg となる。

## 個
流水量の単位として個（こ）が用いられることがある。1個は1立方尺/秒＝1才/秒であり、メートル法に換算すると約0.0278立方メートル/秒＝約1.67立方メートル/分である。